# 김도현 (가수)
김도현(金道鉉, 1993년 5월 3일 ~ )은 대한민국의 전 씨름 선수이자 가수이다. 슈퍼스타K3에서 TOP11에서 5위를 했다.

## 학력
- 무룡중학교
- 성신고등학교
- 동아방송예술대학교 방송연예과

## 경력
- 제92회 전국체육대회 씨름 고등부 개인전 장사급 동메달
- 제8회 학산김성률배전국장사씨름대회 고등부 개인전 장사급 준우승
- 제25회 전국시도대항장사씨름대회 고등부 장사급 우승

## 음반 목록
- 《아빠의 청춘》 (2013년)
- 《SATBAMAN》 (2016년)

### OST
- 《브레인 OST Part 4》 (2011년)

슈스케 브라더스
- 《21세기 가족 OST》 (2012년)

## 출연 작품
- 드라마스페셜 〈영덕 우먼스 씨름단〉(2011년, KBS2) - 주영의 제자 역.
- 슈퍼스타K3 (2011년, Mnet)
- 스타킹 (2012년, SBS)
- 와이드 연예뉴스 (2012년, Mnet)